# Тюменцев, Валерий Иванович
Валерий Иванович Тюменцев (Смирнов) (17 апреля 1941 — 14 апреля 2003) — советский и российский певец (баритон). Народный артист Российской Федерации (2000). Лауреат Государственной премии СССР (1987). Солист Свердловского театра оперы и балета (1982—1990) и солист Пермского театра оперы и балета (1990—2003).

## Биография
Родился в городе Томск 17 апреля 1941 году. В 1959 году трудоустроился токарем электромеханического завода, позже был призван на службу в Советскую Армию. С декабря 1964 года стал проходить обучение в Томском музыкальном училище имени П. И. Чайковского, а в сентябре 1966 года поступил учиться в Уральскую государственную консерваторию имени М. П. Мусоргского, которую успешно окончил в 1971 году. Обучаясь в высшем учебном заведении стал работать артистом хора в Свердловском театре музыкальной комедии, затем в 1971 году в городе Иркутске и Барнауле стал работать солистом театров музыкальной комедии.
С 1973 по 1975 годы работал в Ижевске в музыкально-драматическом театре. В 1975 году трудился в Йошкар-Оле. С 1975 по 1982 годы работал в музыкальном театре в Сыктывкаре. В 1982 году был принят в театральную оперную труппу театра оперы и балета в городе Свердловске, где проработал до 1990 года. С апреля 1990 года и до конца своей жизни солировал в пермском театре оперы и балета.
В его репертуаре было около 30 оперных партий, в музыкальных комедиях он имел целый ряд ролей, огромный и всесторонний концертный репертуар. К его лучшим работам можно отнести: Голландец («Летучий голландец» Р. Вагнера), Барон («Скупой рыцарь» С. В. Рахманинова), Ренато, Граф ди Луна, Грязной («Царская невеста» Н. А. Римского-Корсакова), Риголетто («Трубадур», «Бал-маскарад», «Риголетто» Дж. Верди), Роберт («Иоланта» П. И. Чайковского), Иоканаан («Саломея» Р. Штрауса), Стеньо («Маддалена» С. С. Прокофьева), Эскамильо («Кармен» Ж. Бизе).
В 1987 году Валерий Иванович был удостоен Государственной премии СССР за создание разноплановых образов в опере В. А. Кобекина «Пророк», в постановке на сцене Свердловского академического театра оперы и балета им. А. В. Луначарского.
Много гастролировал, пел в Испании, Франции, Болгарии, Голландии, Корее, Чехословакии, Югославии. Постоянно принимал участие в оперных фестивалях в городах Екатеринбурге, Казани, Сыктывкаре, а также активно играл роли в спектаклях других театров России.
Концертное объединение «Музыкальный театр „Бенефис“» активно сотрудничало с вокалистом, вместе организовывали вечера оперетты.
Тюменцев был обладателем мощного голоса, владел экспрессивным темпераментом и стихийной страстностью. В 2000 году был удостоен звания — Народный артист Российской Федерации.
Умер Валерий Иванович 14 апреля 2003 года в городе Перми. Похоронен на Северном кладбище.

## Награды и звания
- 1987 — Заслуженный артист РСФСР.
- 1987 — Государственная премия СССР.
- 2000 — Народный артист Российской Федерации.